# Fieseler

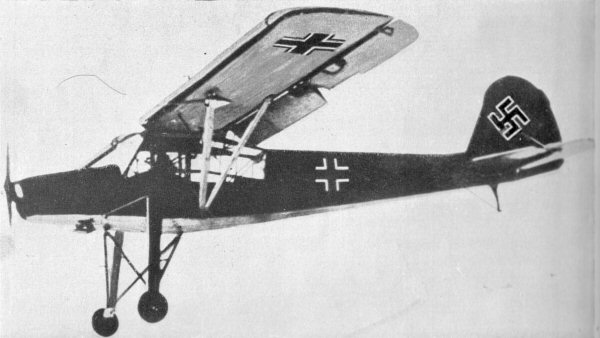

Gerhard-Fieseler-Werke GmbH – niemiecki producent samolotów.
Przedsiębiorstwo zostało utworzone w kwietniu 1930 roku jako Fieseler Flugzeugbau w Kassel przez Gerharda Fieselera.

## Wybrane konstrukcje
- Fieseler Fi 2 – samolot sportowy, 1932
- Fieseler Fi 5 – samolot sportowy i treningowy, 1933
- Fieseler Fi 97 – sportowy i turystyczny, 1934
- Fieseler Fi 98 – wojskowy dwupłatowiec, 1936
- Fieseler Fi 103 – samolot-pocisk
- Fieseler Fi 156 – samolot rozpoznawczo-łącznikowy
- Fieseler Fi 167 – pokładowy samolot torpedowy i rozpoznawczy